# 장애인의 권리에 관한 협약
장애인의 권리에 관한 협약(Convention on the Rights of Persons with Disabilities) 또는 장애인권리협약(障礙人權利協約)은 신체 장애, 정신장애, 지적 장애를 포함한 모든 장애가 있는 이들의 존엄성과 권리를 보장하기 위한 유엔 인권 협약이다. 이 협약에 따르면, 당사국은 장애인이 인권을 완전히 향유하도록 증진 및 보호, 보장하고 장애인이 법 앞에서 완전히 평등을 누리도록 보장해야 한다. 이 협약은 장애인을 자선 혹은 의료적, 사회적 보호의 대상으로 보는 시각에서, 사회의 동등하고 평등한 구성원으로 보는 시각으로 전환하는 데에 기여하였다. 
이 협약은 21세기 최초의 국제 인권법에 따른 인권 조약이며, 2006년 12월 13일 제61차 유엔 총회에서 채택되었다. 2008년 4월 3일까지 20개국이 비준하였고, 2008년 5월 3일에 발효되었다. 유럽 연합의 경우 2010년 12월 23일에 함께 집단 비준한 바 있다. 2025년 기준으로 비준국은 192개국이다. 이 협약은 2008년부터 유엔 장애인 권리 위원회에서 모니터링하고 있다.

## 역사
장애인권리협약은 시민적 및 정치적 권리에 관한 국제규약, 여성에 대한 모든 형태의 차별철폐에 관한 협약과 같은 기타 유엔 인권협약처럼 집단권리의 기준을 구속력 있는 조약으로 발전시키려는 열망 속에 다음과 같은 수십년 간의 활동 끝에 나온 결과물이다.
UN총회에선 1971년 지적장애인의 권리에 관한 선언을 채택했고, 이후 1975년 12월 9일엔  장애인 권리 선언 채택으로 이어졌다. 1981년은 국제 장애인의 해였는데, 그해의 결과 중 하나가 장애인에 관한 세계 행동계획이었다. 그 해에 이어, 1983~1992년까지 "장애인 10년"이 이어졌다. 1987년에 이런 진전상황을 검토할 전문가들의 국제회의에선 UN 총회가 장애인 차별 철폐에 관한 국제협약을 마련해야 한다고 권고했다. 이탈리아가 먼저 협약 초안을 제안하고, 그 후 스웨덴이 제안했는데, 합의에 이르진 못했다. 많은 정부대표단들이 기존 인권협약 문서로도 충분하다고 주장했기 때문이다. 이후 1992년 UN 총회의 결의안 47/3을 통해 국제 장애인의 날(12월 3일)이 선포됐다. UN 총회에선 1993년 12월 20일, 법적 구속력이 없는 ‘장애인의 기회 균등화를 위한 표준 규칙’ (결의안 48/96 부속서)을 채택했다. 많은 분석가들은 장애인권리협약의 “강제적인” 조약 의무와 대조해 장애인권리협약 이전의 문서들을 연성으로 특징 지우고 있다.
2000년 3월, 약 20여 개의 지역 및 국가 장애인단체와 함께 6개의 국제장애인 NGO 리더들은 모든 정부에 협약 지지를 촉구하며, “새천년의 장애인 권리에 관한 베이징 선언”을 채택했다. 2001년 UN 총회는 멕시코의 제안에 따라 장애인의 권리와 존엄성 보호 및 증진을 위한 포괄적이고 통합적인 국제협약 특별위원회를 설립해 총체적 접근 방식을 기반으로 장애인의 권리와 존엄성을 증진하고 보호하기 위한 포괄적이고 통합적인 협약에 대한 제안들을 검토하도록 했다. 장애인 국제연맹과 정신질환 사용자 및 생존자 세계 네트워크, 지뢰 생존자 네트워크(현재 생존자 단체), 국제장애인연맹을 포함한 장애인 인권단체들은 협약 초안 작성 과정에 영향을 미쳤다. 국제장애인연맹은 임시 국제 장애인 연대회의의 코디네이터 역할을 수행했으며, 특히 협약이 된 문서의 이행 및 모니터링 과정에서 장애인 당사자들과 이들 단체의 역할을 모색하면서 초안작성 과정에 적극적으로 참여했다.
2001년 56차 유엔 총회에서 라틴아메리카·카리브해 지역그룹(GRULAC)의 적극적 지지 하에 멕시코는 협상을 주도했다. 2002년 서유럽과 기타 지역 그룹(WEOG)의 반대로 협약 지지에 어려움이 있었을 때, 뉴질랜드는 초지역적인 추진력을 확보하는데 중요한 역할을 담당했다. 2002~2003년까지 촉진자 역할을 수행한 뉴질랜드는 결국 특별위원회의 의장이라는 공식적 역할을 담당해, 대한민국, 멕시코뿐만 아니라, 요르단, 코스타리카, 체코, 남아프리카 공화국 등의 다른 위원회 회원국들과 긴밀히 협력해 2006년 8월 합의에 이르는 협상을 이끌었다. 몇몇 옵저버들은 정부, 국가인권기구, 비정부 기구들의 행동을 “존경을 받을 만한 행동”이라 논평했다.
이리하여, 장애인권리협약은 모든 지역그룹의 강력한 지지 속에 역사상 가장 빠르게 지지받는 인권 조약 중 하나가 되었다. 2007년 협약이 개방되자, 160개국이 협약에 서명했으며, 126개 당사국은 처음 5년 동안 협약을 비준했다. 협약 제정에 기여한 것과 뉴질랜드의 획기적인 국가 장애전략의 우수성을 인정받아 뉴질랜드 총독인 아난드 사티아난드 총독은 뉴질랜드를 대표해 2008년 세계장애인상을 수상했다.
2015년, 유엔 장애인 권리 위원회는 짧은 역사상 처음으로 협약의무를 위반한 서명국에 대한 조사를 개시했다. 그 조사는 선택의정서 6조에 의해 촉발됐는데, 6조에서는 장애인의 인권에 중대하고 조직적인 침해가 있음을 나타내는 신뢰할 수 있는 정보를 위원회가 접수하면 조사가 수행될 것임을 규정한다. 영국 정부에 대한 조사가 이뤄졌으며, 장애인권리위원회는 2016년 최종보고서를 발표했다.
미국은 협약을 비준하거나 가입하는 당사국 명단에서 두드러지게 빠져 있었다. 버락 오바마 행정부 시절 미국은 2009년 7월 24일 협약에 서명했다. 2012년 7월 31일 미국 상원 외교위원회는 “세 개의 유보조항과 8개의 이해, 두 개의 선언”을 조건으로 미국의 협약 비준을 권고했다. 2012년 12월, 미국 상원 표결에서 협약 비준에 대한 자문과 동의에 필요한 2/3 다수에서 6표가 부족했다. 2014년 7월엔 상원 외교위원회에서 다시 자문과 동의 결의안을 승인했지만, 이 안건은 전체 상원 표결에 부쳐지진 않았다.

## 유엔 장애인 권리 위원회
협약의 구속력있는 실행을 위해 34조부터 협약은 여러가지 실행도구를 두고 이를 실행하도록 하고 있다. 이중 가장 기속력 있는 도구는 34조에 있는 장애인권리위원회다. 해당 위원회는 18명으로 구성되며34(1), 2년마다 선거로 선출한다. 각 위원은 4년간 재임하며, 2년간 재임할 수 있다34(7).
35조에 의해 협약 당사국은 서명 때부터 당사국 보고서를 제출하며, 제출된 보고서를 바탕으로 위원회는 주기적으로 당사국들과 건설적 대화 constructive dialogue를 수행한다. 이 과정에서 당사국의 장애인단체와 시민사회단체들은 정부의 보고서가 제외하거나 왜곡하는 사실에 대한 대안보고서를 제출하여 협약 4(3)에 규정된 당사국 정책에 대한 참여권을 행사한다. 
2006년 12월 5일, 장애인권리협약 특별위원회 제8차 회의 재개, 회기에서 채택, 2025년 기준으로 장애인권리위원회 위원들은 아래와 같다.
| 이름                         | 국가            | 임기종료 | 비고     |
| ---------------------------- | --------------- | -------- | -------- |
| 무한나드 살라 알 아제        | 요르단          | 2026년   |          |
| 레하브 모하메드 보레슬리     | 쿠웨이트        | 2026년   |          |
| 마히노 코르포란 로렌소       | 도미니카 공화국 | 2028년   |          |
| 돈도브도르즈 게렐            | 몽골            | 2028년   |          |
| 마라 크리스티나 가브릴리     | 브라질          | 2028년   |          |
| 아말리아 가미오 리오스       | 멕시코          | 2026년   | 부위원장 |
| 나탈리아 구알라 베아티아     | 우루과이        | 2028년   |          |
| 라벤 제이콥스                | 캐나다          | 2026년   |          |
| 로즈마리 카이스              | 오스트레일리아  | 2026년   | 부위원장 |
| 김미연                       | 대한민국        | 2026년   |          |
| 알프레드 쿠아디오 쿠아시     | 코트디부아르    | 2026년   |          |
| 아브델마지드 마크니          | 모로코          | 2028년   |          |
| 플로이드 모리스              | 자메이카        | 2028년   |          |
| 크리스토퍼 은와노로          | 나이지리아      | 2028년   |          |
| 거트루드 오포리와 페포아메   | 가나            | 2026년   | 위원장   |
| 인마쿨라다 플라센시아 포레로 | 유럽 연합       | 2028년   |          |
| 마르쿠스 셰퍼                | 스위스          | 2026년   |          |
| 다몬 히로시                  | 일본            | 2028년   |          |

유엔 장애인 권리 위원회는 당사국으로부터 제출받은 일련의 보고서를 검토하고 장애인의 권리에 관한 협약의 이행을 강화하고자 권고를 제시하며, 이러한 권고를 그 당사국에 최종적으로 보고하고 있다.

## 선택의정서

발효국
발효하지 않은 서명국
비서명국

장애인의 권리에 관한 협약 선택의정서는 2005년 11월 초안을 발표했다. 2006년 12월 제61차 유엔 안보리 결의에서 총 18개 조항을 통과시켰다.  2008년 5월 3일 본안과 함께 효력이 발생했다.
이 협약의 작동 원리는 여성에 대한 모든 형태의 차별 철폐에 관한 협약과 유사하며, 장애인의 권리 협약 논의 당시 논의되지 못한 내용을 담고, 기존 협약의 내용을 추가적으로 보충하는 성격을 지녔다. 2024년 11월을 기준으로 94개국이 발효했으며, 107개국이 서명했다. 조약 당사국은 위원회가 본 협약의 “중대하거나 체계적인 위반”에 대해 조사하거나 보고하거나 권고하는 것을 허락할 수 있으며, 당사국은 서명 또는 비준 시 이 의무를 유보(留保)할 수 있다.
대한민국은 2022년 12월 8일 국회 본회의에서 가입동의안이 의결되어 조약이 발효되었다. 이후 대한민국 국가인권위원회에서는 해당 협약에 대한 워크샵을 진행했으며, 국민들이 선택의정서를 더 쉽게 이해할 수 있도록 안내문을 발간하였다.

## 대한민국의 현황
대한민국에서는 유엔 장애인권리협약을 2008년 12월 2일 비준하였다. 이에 따라 2009년 1월 10일부터 협약이 발효되었다. 그러나 비준 과정에서 보건 서비스에 대한 접근을 규정한 제25조 1항과, 개인진정제도를 규정한 선택의정서를 유보하였다. 장애인 권리 협약과 관련하여 2011년, 대한민국 정부에서 제1차 국가보고서를 작성하여 유엔 장애인권리위원회에 제출하였다. 이에 유엔 장애인권리위원회에서는 2014년 9월 17일과 18일에 걸쳐 대한민국 정부에서 제출한 보고서를 심의, 다음과 같은 조문에 대해 권고하였다.
- 장애등급판정제도 개선
- 협약 선택의정서 채택
- 장애인차별금지법상 구제조치의 실효성 보장을 위한 법관들의 인식 제고
- 성년후견제의 대체의사결정에서 조력 의사결정으로의 전환
- 활동 지원 서비스 확대
- 효과적인 탈시설화 전략 수립

유엔 장애인권리위원회의 대한민국 위원은 김미연이다. 대한민국 장애인권리위원회에서는 김미연 위원을 필두로 2023년 11월 팔레스타인 가자 지구에 있는 장애인들의 위험을 언급하며 분쟁 중단을 촉구한 바 있다. 2025년 4월에는, 세계장애정상회의에서 각국의 개발협력 예산 중 최소 15%를 장애인 포용을 직접 목표로 한 사업에 투입하는 권고에 서명하였다.

## 평가
셀릭(Celik)은 장애인권리협약이 장애인의 손상으로 인해 훼손되기 쉬운 장애인의 존엄성과 자율성을 강조하고 이를 구체화한다고 지적한다. 그러나 정신장애인 전문가와 부모 등 관계자들은 특히 협약의 12조, 19조 등이 실제 장애인의 ‘선호’를 왜곡한다고 주장한다.
2022년, 한국장애인연맹은 유엔 장애인 권리에 대한 협약에 따른 대한민국 정부의 보고서에 대해 미사여구만 있을 뿐 근본적 변화에 대한 노력이 없다고 비판하였다. 대한민국은 장애인권리협약을 비준하였지만, 비준 이후 10년이 넘도록 장애인의 권리보장 활동은 소극적이었다. 한국장애인단체총연맹에서 이러한 태도를 비판한 바 있다.

## 사진

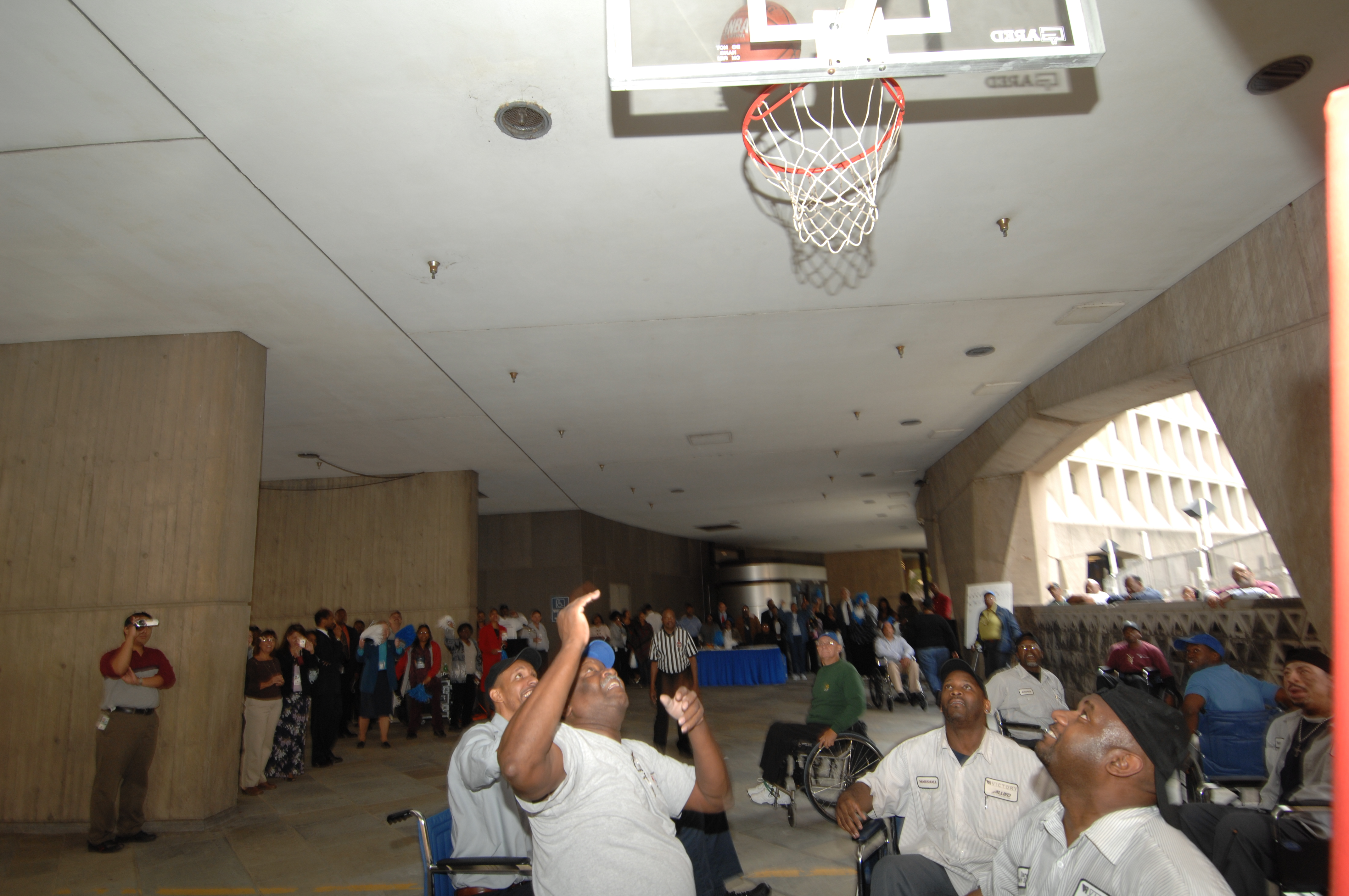
HUD가 후원하는 장애 인식 증진을 위한 휠체어 농구 경기
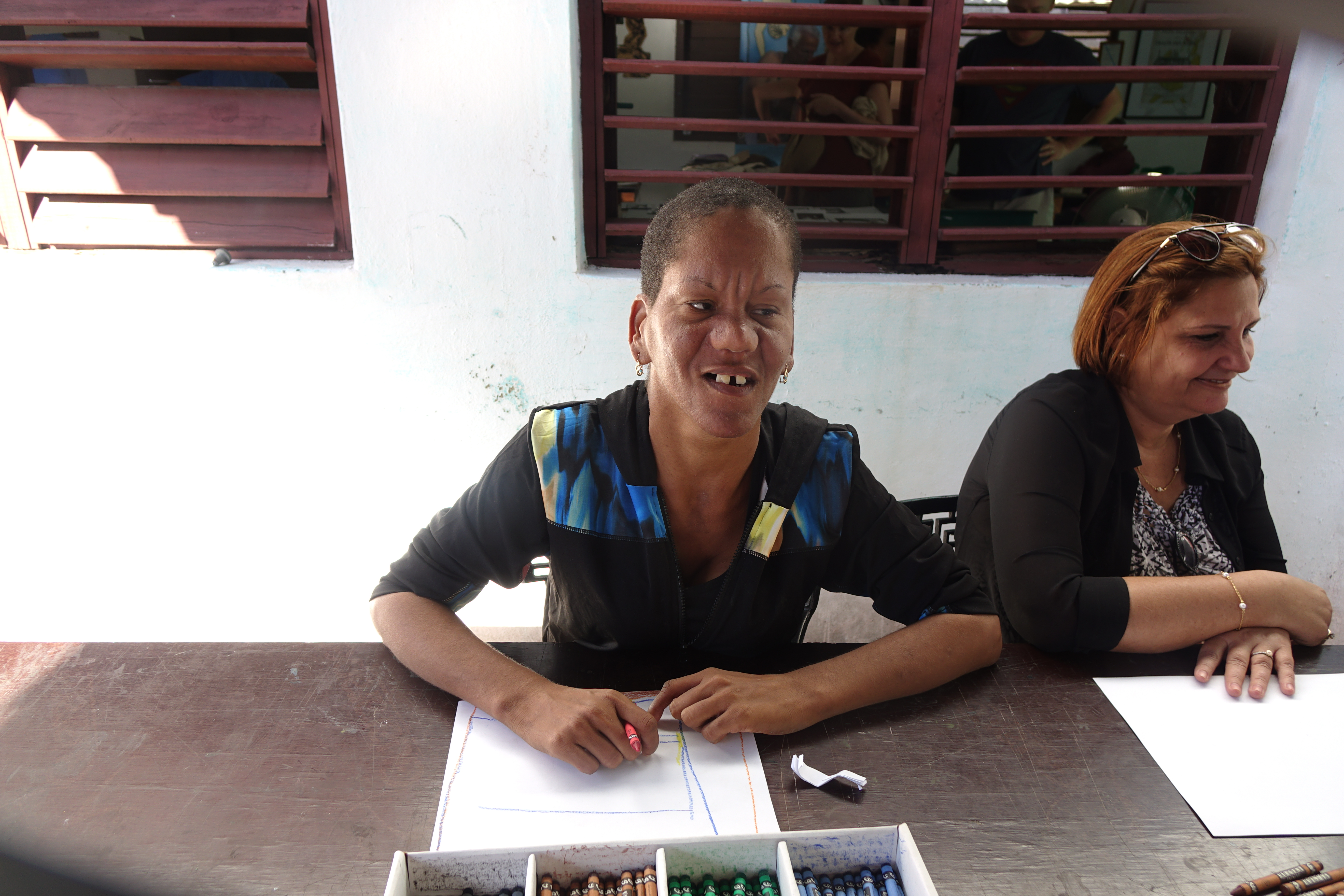
쿠바에서 장애인에게 미술을 가르치는 비영리 단체

## 같이 보기
- 보완대체 의사소통
- 장애인 인권
- 국제인권법
- 유니버설 디자인
- 장애인 권리 선언

## 참고문헌
- Celik, Elif (2017년 9월 2일). “The role of CRPD in rethinking the subject of human rights”. 《The International Journal of Human Rights》 21 (7): 933-955. doi:10.1080/13642987.2017.1313236.
- Liu, Hanxu (2025년 1월 13일). “Effective Participation in the International Monitoring of the UNCRPD? The Experience of the Disability Movement from Three Case Studies in Europe”. 《Scandinavian Journal of Disability Research》 27 (1). doi:10.16993/sjdr.1055.
- Szmukler, George (2019년 2월). ““Capacity”, “best interests”, “will and preferences” and the UN Convention on the Rights of Persons with Disabilities”. 《World Psychiatry》 18 (1): 34-41. doi:10.1002/wps.20584. PMC 6313688. PMID 30600630.